# Ensian (Gentianella)
Ensian (Gentianella) er en slægt af planter, der består af omkring 125 arter, hvoraf tre findes vildtvoksende i Danmark. Slægten Gentiana kaldes også for Ensian.

## Arter
De danske arter i slægten:
- Bredbægret ensian (Gentianella campestris)
- Smalbægret ensian (Gentianella amarella)
- Engensian (Gentianella uliginosa)